# Richard August Carl Emil Erlenmeyer
Richard August Carl Emil Erlenmeyer, conegut simplement com a Emil Erlenmeyer (Taunusstein, 28 de juny de 1825 - 22 de gener de 1909) fou un químic alemany.
Emil Erlenmeyer va ser professor a l'Institut Politècnic de Múnic entre 1863 i 1883. Els seus èxits més notables van ser la síntesi de la guanidina i la tirosina, així com l'explicació de l'estructura de compostos com la lactona.
També va contribuir a la química: 
- 1861: Va dissenyar i va crear el matràs d'Erlenmeyer.
- 1863: Va proposar la teoria de la valència.
- 1865: Va descobrir l'àcid isobutíric.
- 1866: establir la fórmula del benzè.
- 1867: establir la fórmula dels àcids làctics i hidroacrílics.
- 1874: definir la fórmula del diazoni per a les sals diazoiques, encara que havia estat establerta independentment el 1869 per Christian Wilhelm Blomstrand (1826-1897) i el 1871 per Adolf Friedrich Ludwig Strecker (1822-1871).
- 1880: Va aclarir l'estructura de les lactones.
- 1883: Va ser el primer a sintetitzar la tirosina.

Va ser el primer a definir l'existència d'enllaços dobles i triples en la química del carboni.
Va ser el primer a sintetitzar la guanidina, creatina i creatinina.
Va establir la qual posteriorment s'anomenaria Regla d'Erlenmeyer (tautomería ceto-Enola).
Recomanar la utilització del terme aromàtic per fer referència a tots els compostos de propietats similars al benzè.